# Dendronereides zululandica
Dendronereides zululandica är en ringmaskart som beskrevs av Francis Day 1951. Dendronereides zululandica ingår i släktet Dendronereides och familjen Nereididae.
Artens utbredningsområde är Moçambique. Inga underarter finns listade i Catalogue of Life.